# Найден Ґеров
Найден Ґеров (Найден Ґеров Хаджиберович; 23 лютого 1823, Копривштиця, Болгарія — 9 жовтня 1900, Пловдив, Болгарія) — болгарський письменник, лінгвіст, фольклорист, громадський діяч і творець перших класних училищ у Болгарії. Автор книги «Рѣчникъ на блъгарскꙑй язꙑкъ» (Речник на българския език) (1895—1904).

## Біографія
Народився 23 лютого 1823 в Копривштиці. Був сином релігійного вчителя Геро Добровича-Мушека (1775—1864), прообраза Каравелова Хаджи Генчо у оповіданні «Българи от старо време». Його сестра Іванна Хаджигерова стала першою вчителькою у Копривштиці.
Найден Ґеров навчався в батьківському училищі, в грецькій школі в Пловдиві у 1834—1836 рр., знову ж таки в Копривштиці у 1836 — при Неофіті Рильському.
За наполяганням Неофіта Рильського в 1839 він виїхав до Одеси, де закінчив Рішельєвський ліцей у 1845. В цей час опублікував «Няколко думи за превода на математическата география» («Кілька слів про перекладання математичної географії») (1842), «Начала на християнското учение» («Основи християнського вчення») (1843) і поему «Стоян і Рада» (1845). Був членом Одеського літературного гуртка, до якого також входили Елена Мутева, Ботьо Петков, Сава Філаретов та Добрі Чінтулов.
Найден Ґеров повернувся в Копривштицю, а в 1846—1850 рр. викладав у двокласному училищі. За його ініціативою заклад називають «Св. Св. Кирила і Мефодія». За ініціативою Найдена Ґерова вперше 11 травня 1851 в Петербурзькій єпархії «Св. Св. Кирила і Мефодія» в Пловдиві організовано свято святих братів Кирила і Мефодія — творців слов'янського письма. У 1857 це свято почало регулярно відзначатися в Пловдиві, Стамбулі, Шумені та Ломі.
Найден Ґеров бере активну участь у боротьбі з фанаріотським духовенством. Публікує статті в періодичній пресі для захисту болгарських національних інтересів. Під час Кримської війни 1853—1856 рр. допомагав національно-визвольному руху і піклувався про просвітницьку роботу. У 1854 році опублікував у Одесі збірку «Писма от България» («Листи з Болгарії»).

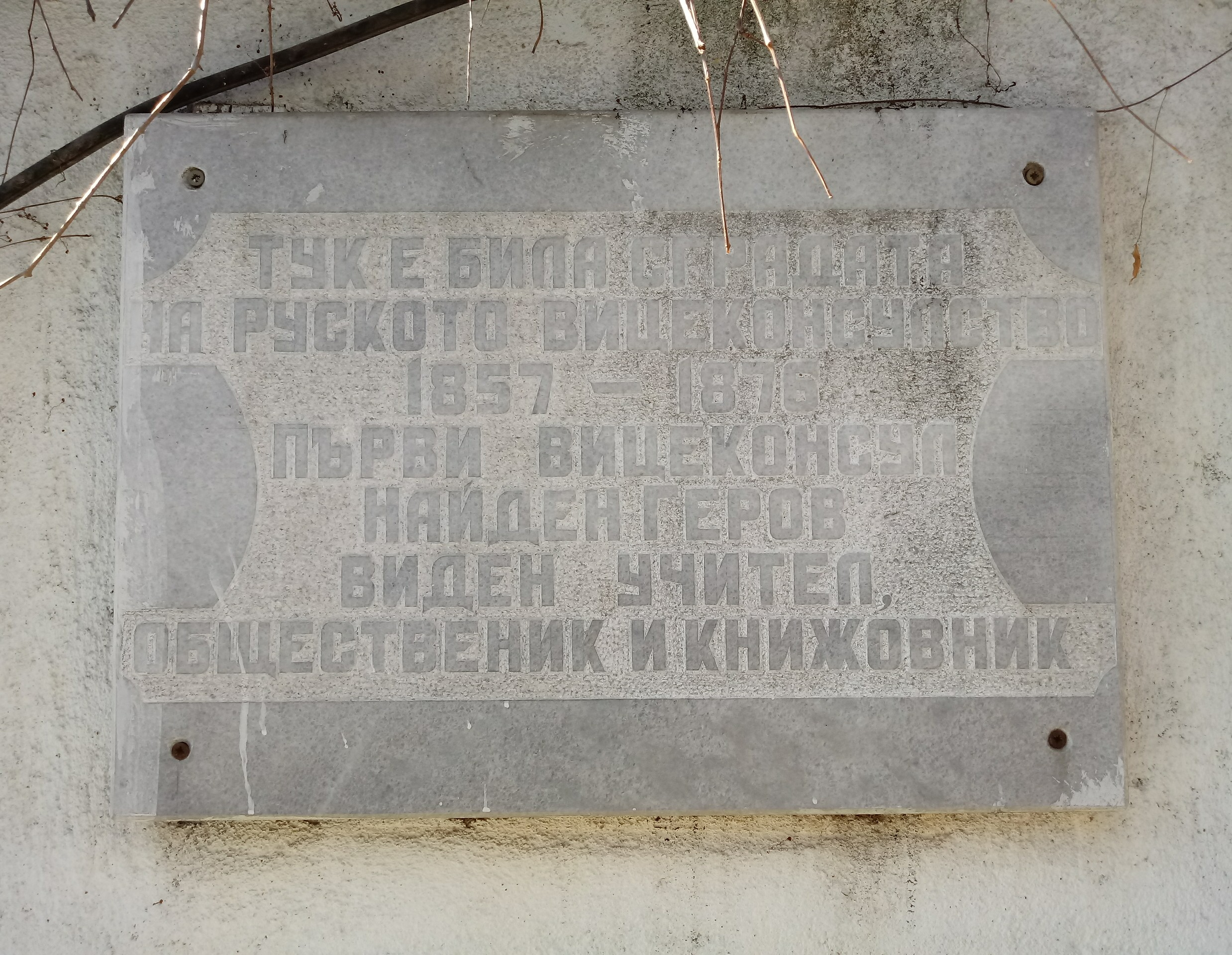
Меморіальна дошка Найдена Ґерова в Старому місті у Пловдиві

Був призначений віце-консулом Російської імперії в Пловдиві в 1857 році, отримавши більше свободи для продовження освітньої діяльності. У наступні роки неодноразово не схвалював національно-революційний рух, критикував Георгія Раковського, вводив війська з Валахії і визначав Василя Левського як іноземного шпигуна. Під час квітневого повстання 1876 р. активно захищав болгарський народ.
Найден Ґеров помер у Пловдиві 9 жовтня 1900 у віці 77 років.

## Творчість
Після 50 років роботи в коледжі, у 1895 Найден Ґеров опублікував перший том «Речника на блъгарский язик с тлъкувание речити на блъгарски и на руски. Събрал, нарядил и на свят изважда Найден Геров».. Через два роки, у 1897, вийшов другий том. Вже важко хворий, Найден Ґеров опублікував третій том у 1899. Четвертий (1901) і п'ятий (1904) томи вийшли після його смерті. Його справу продовжував племінник Тодор Панчев, опублікувавши у 1908 «Допълнение на българския речник от Н. Геров. Събрал, наредил и изтълкувал Тодор Панчев».
Сучасний літературний дослідник проф. Володимир Янев нагадує, що шість томів словника містять близько 80 000 болгарських слів. Підраховано, що близько 26 400 висловів народної мови, близько 5000 народних пісень, понад 4000 фразеологічних і ідіоматичних висловів, близько 15 500 прислів'їв, приказок, загадок, замовлянь, що збереглися у побуті, психології болгар протягом століть.

## Примітки

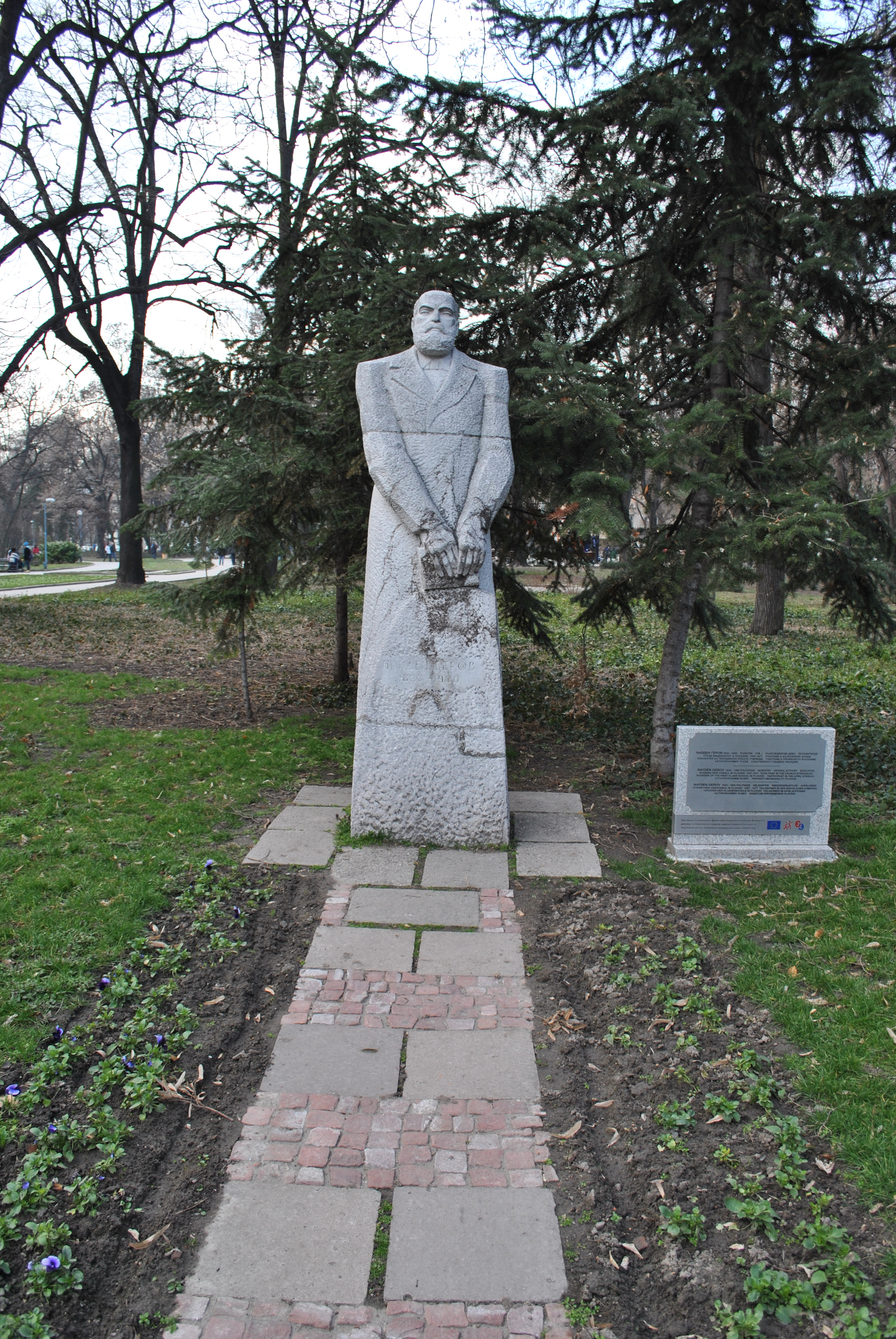
Пам'ятник Ґерову у Пловдиві